# Puchar Sześciu Narodów 2002
Puchar Sześciu Narodów 2002 (2002 Six Nations Championship, a także od nazwy sponsora turnieju, Lloyds TSB – 2002 Lloyds TSB Six Nations Championship) – trzecia edycja Pucharu Sześciu Narodów, corocznego turnieju w rugby union rozgrywanego pomiędzy sześcioma najlepszymi zespołami narodowymi półkuli północnej. Turniej odbył się pomiędzy 2 lutego a 7 kwietnia 2002 roku.
Wliczając turnieje w poprzedniej formie, od czasów Home Nations Championship i Pucharu Pięciu Narodów, była to 108. edycja tych zawodów. W turnieju brały udział reprezentacje narodowe Anglii, Francji, Irlandii, Szkocji, Walii i Włoch. Sędziowie zawodów zostali wyznaczeni w grudniu 2001 roku.
W turnieju z kompletem zwycięstw triumfowali Francuzi zdobywając swojego siódmego Wielkiego Szlema. Najwięcej punktów w zawodach zdobył Gérald Merceron, zaś w kategorii przyłożeń z pięcioma zwyciężył Will Greenwood. IRB opublikowała następnie podsumowanie statystyczno-analityczne tej edycji.
Była to ostatnia edycja sponsorowana przez Lloyds TSB Bank.

## Tabela

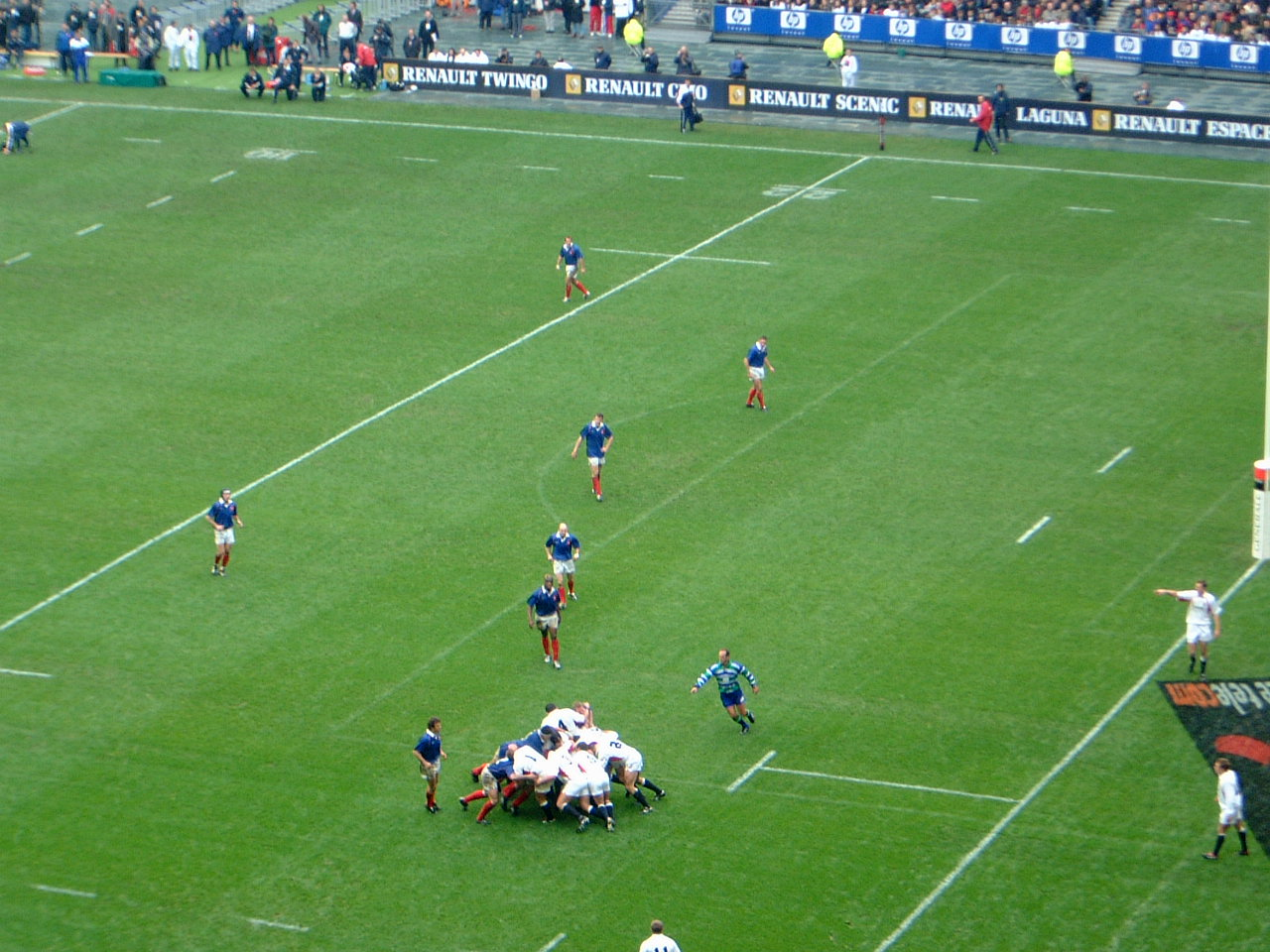
Mecz Francja–Anglia

## Mecze
| 2 lutego 200214:00 | Francja                                                            | 33:12 | Włochy                                                                   | Stade de France, Saint-Denis Sędzia: Alan Lewis |
| 2 lutego 200214:00 | Damien Traille 5 (P) Gérald Merceron 23 (pd 7K) Serge Betsen 5 (P) | 33:12 | Diego Domínguez 12 (4K)                                                  | Stade de France, Saint-Denis Sędzia: Alan Lewis |
| 2 lutego 200214:00 | David Auradou                                                      | 33:12 | Carlo Checchinato · Diego Domínguez · Marco Bortolami · Matthew Phillips | Stade de France, Saint-Denis Sędzia: Alan Lewis |

| 2 lutego 200216:00 | Szkocja            | 3:29 | Anglia | Murrayfield Stadium, Edynburg Sędzia: Steve Walsh |
| 2 lutego 200216:00 | Duncan Hodge 3 (K) | 3:29 | Ben Cohen 5 (P) Charlie Hodgson 2 (pd) Jason Robinson 10 (2P) Jonny Wilkinson 7 (2pd K) Mike Tindall 5 (P) | Murrayfield Stadium, Edynburg Sędzia: Steve Walsh |

| 3 lutego 200214:00 | Irlandia | 54:10 | Walia                     | Lansdowne Road, Dublin Sędzia: Pablo Deluca |
| 3 lutego 200214:00 | David Humphreys 22 (2pd 6K) Denis Hickie 5 (P) Geordan Murphy 10 (2P) Keith Gleeson 5 (P) Paul O’Connell 5 (P) Ronan O’Gara 7 (P pd) | 54:10 | Stephen Jones 10 (P pd K) | Lansdowne Road, Dublin Sędzia: Pablo Deluca |
| 3 lutego 200214:00 | Ronan O’Gara | 54:10 |                           | Lansdowne Road, Dublin Sędzia: Pablo Deluca |

| 16 lutego 200214:00 | Włochy                              | 12:29 | Szkocja                                           | Stadio Flaminio, Rzym Sędzia: Kelvin Deaker |
| 16 lutego 200214:00 | Diego Domínguez 12 (4K)             | 12:29 | Brendan Laney 24 (P 2pd 5K) Gregor Townsend 5 (P) | Stadio Flaminio, Rzym Sędzia: Kelvin Deaker |
| 16 lutego 200214:00 | Mauro Bergamasco · Santiago Dellape | 12:29 | Andrew Mower                                      | Stadio Flaminio, Rzym Sędzia: Kelvin Deaker |

| 16 lutego 200214:30 | Anglia                                                                                              | 45:11 | Irlandia                                  | Twickenham Stadium, Londyn Sędzia: Peter Marshall |
| 16 lutego 200214:30 | Ben Cohen 5 (P) Ben Kay 5 (P) Joe Worsley 5 (P) Jonny Wilkinson 20 (P 6pd K) Will Greenwood 10 (2P) | 45:11 | David Humphreys 6 (2K) Ronan O’Gara 5 (P) | Twickenham Stadium, Londyn Sędzia: Peter Marshall |
| 16 lutego 200214:30 | Ronan O’Gara                                                                                        | 45:11 |                                           | Twickenham Stadium, Londyn Sędzia: Peter Marshall |

| 16 lutego 200216:00 | Walia                                                                                  | 33:37 | Francja                                                                                        | Millennium Stadium, Cardiff Sędzia: Dave McHugh |
| 16 lutego 200216:00 | Craig Quinnell 5 (P) Kevin Morgan 5 (P) Nathan Budgett 5 (P) Stephen Jones 18 (3pd 4K) | 33:37 | Aurélien Rougerie 5 (P) Damien Traille 3 (K) Gérald Merceron 19 (2pd dg 4K) Tony Marsh 10 (2P) | Millennium Stadium, Cardiff Sędzia: Dave McHugh |
| 16 lutego 200216:00 | Scott Quinnell                                                                         | 33:37 |                                                                                                | Millennium Stadium, Cardiff Sędzia: Dave McHugh |

| 2 marca 200214:00 | Francja                                                 | 20:15 | Anglia                                                        | Stade de France, Saint-Denis Sędzia: André Watson |
| 2 marca 200214:00 | Gérald Merceron 15 (P 2pd 2K) Imanol Harinordoquy 5 (P) | 20:15 | Ben Cohen 5 (P) Jason Robinson 5 (P) Jonny Wilkinson 5 (pd K) | Stade de France, Saint-Denis Sędzia: André Watson |

| 2 marca 200214:00 | Walia | 44:20 | Włochy                                                                                    | Millennium Stadium, Cardiff Sędzia: Chris White |
| 2 marca 200214:00 | Andy Marinos 5 (P) Craig Morgan 5 (P) Dafydd James 5 (P) Rhys Williams 5 (P) Scott Quinnell 5 (P) Stephen Jones 19 (5pd 3K) | 44:20 | Carlo Checchinato 5 (P) Francesco Mazzariol 5 (P) Gert Peens 5 (pd K) Ramiro Pez 5 (pd K) | Millennium Stadium, Cardiff Sędzia: Chris White |
| 2 marca 200214:00 | Aaron Persico | 44:20 |                                                                                           | Millennium Stadium, Cardiff Sędzia: Chris White |

| 2 marca 200216:00 | Irlandia | 43:22 | Szkocja                                      | Lansdowne Road, Dublin Sędzia: Nigel Whitehouse |
| 2 marca 200216:00 | Brian O’Driscoll 15 (3P) David Humphreys 16 (2pd 4K) Ronan O’Gara 2 (pd) Shane Horgan 5 (P) Simon Easterby 5 (P) | 43:22 | Brendan Laney 17 (pd 5K) Martin Leslie 5 (P) | Lansdowne Road, Dublin Sędzia: Nigel Whitehouse |
| 2 marca 200216:00 | Ronan O’Gara | 43:22 | Budge Pountney                               | Lansdowne Road, Dublin Sędzia: Nigel Whitehouse |

| 23 marca 200214:00 | Irlandia                                                                            | 32:17 | Włochy                                                                                    | Lansdowne Road, Dublin Sędzia: Rob Dickson |
| 23 marca 200214:00 | David Humphreys 12 (4K) Denis Hickie 5 (P) John Kelly 10 (2P) Ronan O’Gara 5 (pd K) | 32:17 | Diego Domínguez 4 (2pd) Gert Peens 3 (dg) Giampiero de Carli 5 (P) Mauro Bergamasco 5 (P) | Lansdowne Road, Dublin Sędzia: Rob Dickson |
| 23 marca 200214:00 | Ronan O’Gara                                                                        | 32:17 | Giampiero de Carli · Salvatore Perugini                                                   | Lansdowne Road, Dublin Sędzia: Rob Dickson |

| 23 marca 200214:30 | Anglia                                                                                     | 50:10 | Walia                     | Twickenham Stadium, Londyn Sędzia: Andrew Cole |
| 23 marca 200214:30 | Dan Luger 10 (2P) Jonny Wilkinson 30 (P 5pd dg 4K) Tim Stimpson 5 (P) Will Greenwood 5 (P) | 50:10 | Iestyn Harris 10 (P pd K) | Twickenham Stadium, Londyn Sędzia: Andrew Cole |

| 23 marca 200216:00 | Szkocja                                    | 10:22 | Francja                                                           | Murrayfield Stadium, Edynburg Sędzia: Alain Rolland |
| 23 marca 200216:00 | Brendan Laney 5 (pd K) Bryan Redpath 5 (P) | 10:22 | Fabien Galthie 5 (P) Gérald Merceron 7 (2pd K) Tony Marsh 10 (2P) | Murrayfield Stadium, Edynburg Sędzia: Alain Rolland |

| 6 kwietnia 200213:45 | Francja                                                                                          | 44:5 | Irlandia         | Stade de France, Saint-Denis Sędzia: Paddy O’Brien |
| 6 kwietnia 200213:45 | Aurélien Rougerie 5 (P) Gérald Merceron 19 (2pd 5K) Nicolas Brusque 10 (2P) Serge Betsen 10 (2P) | 44:5 | Keith Wood 5 (P) | Stade de France, Saint-Denis Sędzia: Paddy O’Brien |
| 6 kwietnia 200213:45 | Ronan O’Gara                                                                                     | 44:5 |                  | Stade de France, Saint-Denis Sędzia: Paddy O’Brien |

| 6 kwietnia 200216:45 | Walia                                        | 22:27 | Szkocja                                                            | Millennium Stadium, Cardiff Sędzia: Joël Jutge |
| 6 kwietnia 200216:45 | Rhys Williams 5 (P) Stephen Jones 17 (pd 5K) | 22:27 | Brendan Laney 14 (pd 4K) Duncan Hodge 3 (K) Gordon Bulloch 10 (2P) | Millennium Stadium, Cardiff Sędzia: Joël Jutge |
| 6 kwietnia 200216:45 | Gavin Thomas                                 | 22:27 |                                                                    | Millennium Stadium, Cardiff Sędzia: Joël Jutge |

| 7 kwietnia 200216:00 | Włochy                 | 9:45 | Anglia | Stadio Flaminio, Rzym Sędzia: Mark Lawrence |
| 7 kwietnia 200216:00 | Diego Domínguez 9 (3K) | 9:45 | Austin Healey 5 (P) Ben Cohen 5 (P) Jason Robinson 5 (P) Jonny Wilkinson 13 (5pd K) Lawrence Dallaglio 5 (P) Matt Dawson 2 (pd) Will Greenwood 10 (2P) | Stadio Flaminio, Rzym Sędzia: Mark Lawrence |